# DU&ICH
DU&ICH (в переводе с нем. «Ты и я») — старейший немецкий ежемесячный информационно-развлекательный журнал для гомосексуальных мужчин, выходящий с 1969 года. За прошедшие 40 лет вышло более 460 номеров журнала.

## История
С 1 сентября 1969 года в Западной Германии был отменён 175 параграф, по которому добровольные однополые сексуальные контакты между мужчинами считались преступлением. Первый номер журнала вышел ровно через месяц после отмены антигомосексуального закона — 1 октября 1969 года. Основателем и первым издателем журнала был Эгон Манфред Штраусс (нем. Egon Manfred Strauss).

## Скандал с названием
В 2009 году разгорелся спор между журналом и телеканалом ProSieben, который под названием «Du & Ich» запустил очередной сезон музыкального кастинг-шоу Popstars. Под таким же именем планировалось зарегистрировать музыкальный дуэт, ставший победителем шоу. Журнал отстоял в суде своё исключительное право на имя, которое он использует более 40 лет, и музыкальный дуэт вынужден был выбрать новое имя.